# آرون بینس
آرون (هارون) بینس (به انگلیسی: Aron Baynes) (زاده ۹ دسامبر ۱۹۸۶) بازیکن بسکتبال حرفه‌ای و ملی پوش تیم ملی بسکتبال استرالیا، در پست سنتر برای تیم بوستون سلتیکس است.